# Łożnica (gmina)

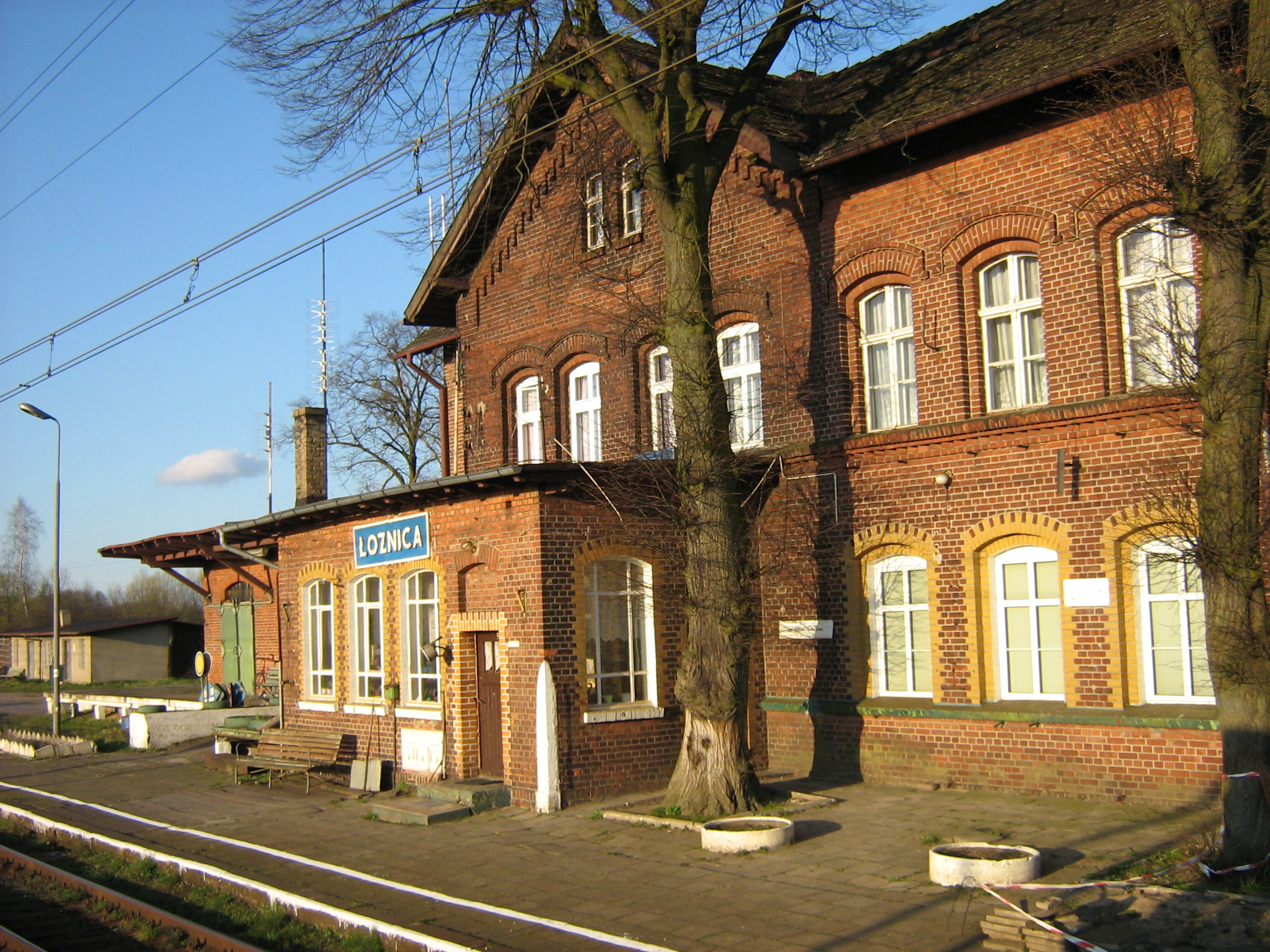
Stacja kolejowa w Łożnicy

Łożnica (obocznie Łoźnica; do 1946 Marianowo) – dawna gmina wiejska istniejąca w latach 1945–1954 w woj. szczecińskim (dzisiejsze woj. zachodniopomorskie). Siedzibą władz gminy była Łożnica (obecna nazwa to Łoźnica).
Gmina o nazwie Marianowo powstała w czerwcu 1945 na terenie tzw. Ziem Odzyskanych (tzw. III okręg administracyjny – Pomorze Zachodnie), jako jedna z 12 gmin zbiorowych, na które podzielono powiat kamieński. 28 czerwca 1946 gmina Łożnica weszła w skład nowo utworzonego woj. szczecińskiego.
Według stanu z 1 lipca 1952 gmina składała się z 8 gromad: Babigoszcz, Bodzęcin, Budzieszewice, Dzieszkowo, Dzisna, Łożnica, Niewiadowo i Sobieszewo. Gmina została zniesiona 29 września 1954 wraz z reformą wprowadzającą gromady w miejsce gmin. Jednostki nie przywrócono 1 stycznia 1973 wraz z kolejną reformą reaktywującą gminy, a jej dawny obszar wszedł głównie w skład gminy Przybiernów.